# 保罗·曼图

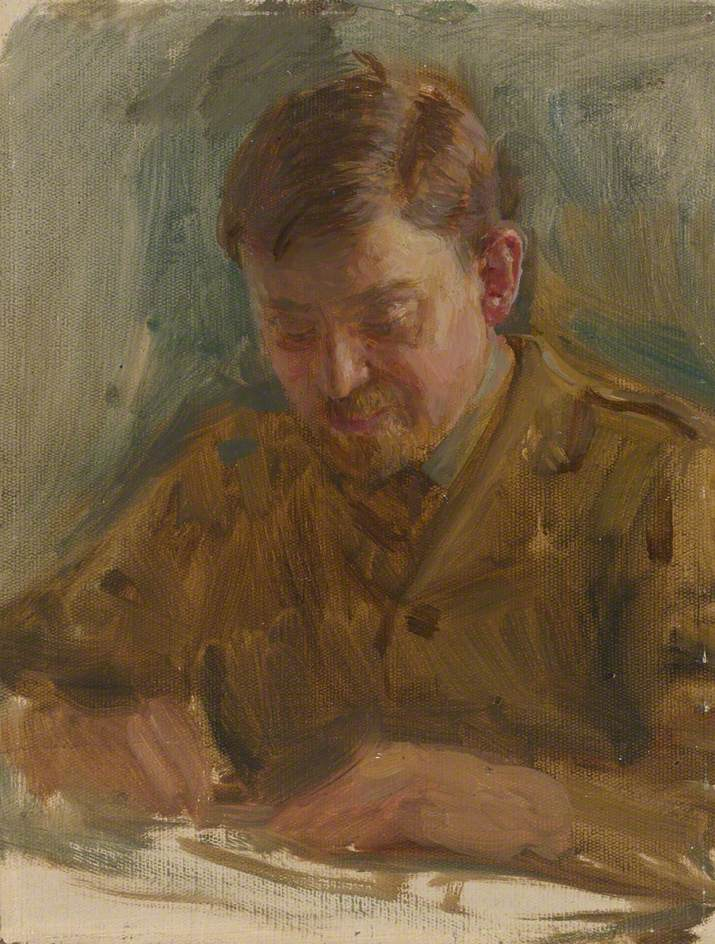
保罗·曼图

保罗·曼图（法語：Paul Mantoux，1877年4月14日—1956年12月14日）是一位法国历史学家、政治家和国际关系专家，以对欧洲工业革命和一战后的国际秩序研究而著称。曼图在法国攻读历史，并最终成为索邦大学教授，专注于工业化和社会变迁的研究，著作有《工业革命的起源》。
曼图在第一次世界大战期间担任协约国的联络官，后在巴黎和会上担任重要顾问，帮助起草和平条约并协调国家间的谈判。他致力于推进国际联盟的建立，积极推动集体安全与和平合作的理念。此外，曼图还与威廉·拉帕德一同创办了日内瓦国际关系高等学院。

## 著作
- La Révolution industrielle au XVIIIe siècle. Essai sur les commencements de la grande industrie moderne en Angleterre. Paris: Société de librairie et d'édition, Pp. 544
  - English translation: The Industrial Revolution in the Eighteenth Century: An Outline of the Beginnings of the Modern Factory System in England tr. Marjorie Vernon. London: Jonathan Cape, 1929, 539 pp.

## 引用
1. ↑  Forster, R., , Palgrave Macmillan UK: 8174–8175, 2018  [2025-02-21], ISBN 978-1-349-95189-5, doi:10.1057/978-1-349-95189-5_862, （原始内容存档于2020-12-13） （英语）
2. ↑  . www.graduateinstitute.ch.   [2025-02-21]. （原始内容存档于2025-02-14）.